# Brad Cooper
Pour les articles homonymes, voir Cooper.
Bradford ("Brad") Paul Cooper, né le 19 juillet 1954 à Singapour, est un ancien nageur australien s'étant illustré en nage libre et en dos crawlé. Champion olympique du 400 m nage libre en 1972 à Munich, Cooper remporte trois médailles à l'occasion des premiers championnats du monde l'année suivante. Il est le seul Australien à avoir remporté l'or olympique tout en ayant terminé second, ce après que le Comité international olympique a disqualifié l'Américain Rick DeMont pour usage de produits dopants.

## Biographie
Deuxième des trois fils de la famille, Brad Cooper déménage avec celle-ci à Rockhampton alors qu'il a trois ans. Son père y tient un centre de ski nautique où l'enfant commence à apprendre à nager à six ans. La jeunesse de Cooper est perturbée par les nombreux déménagements de la famille à travers le pays ; l'enfant change donc régulièrement d'école mais aussi d'entraîneur. L'un d'eux est John Konrads, un ancien champion olympique et recordman du monde. En 1969, Brad Cooper décroche deux médailles aux championnats d'Australie juniors : l'argent sur 100 et 200 m dos.
Son père le présente par la suite à Don Talbot, entraîneur renommé ayant conduit de nombreux nageurs du pays aux podiums olympiques. Leur association porte ses fruits puisque Cooper gagne ses deux premiers titres nationaux élites en 1971. Titré sur 100 m dos, il remporte également le 200 m dos avec un nouveau record d'Australie. Il termine également second sur 400 m nage libre juste derrière Graham Windeatt. Ces performances lui permettent d'obtenir sa place dans l'équipe nationale pour effectuer une tournée en Europe afin d'accumuler de l'expérience.
En janvier 1972, le nageur bat son premier record du monde en établissant la meilleure marque de l'histoire sur 800 m nage libre à Sydney. Dans le mois qui suit, il remporte quatre titres nationaux lors des championnats organisés à Brisbane. Prouvant sa polyvalence, il gagne les 100 et 200 m dos, ainsi que les 400 et 1 500 m nage libre. Sur ces deux dernières épreuves, il établit un nouveau record du monde sur 400 m et approche de peu la meilleure marque mondiale sur 1 500 m, deux performances faisant de lui le favori pour les prochains Jeux olympiques organisés à Munich.
Lors de ceux-ci, Brad Cooper n'échoue qu'à un centième de seconde de l'Américain Rick DeMont sur 400 m nage libre. Les deux nageurs se qualifient facilement pour la finale du 1 500 m mais on apprend que DeMont a été contrôlé positif à l'éphédrine, la délégation américaine ayant omis de préciser le traitement suivi par son nageur contre l'asthme. Le Comité international olympique décide initialement de laisser vacante la première place avant de l'attribuer à Cooper ainsi sacré champion olympique. Affecté par cette controverse, Brad Cooper ne prend que la septième place en finale du 1 500 m. Il obtient deux autres places d'honneur sur 200 m dos (quatrième) et avec le relais 4 × 200 m nage libre (cinquième).
Après les Jeux olympiques, Cooper est contraint de rejoindre Brisbane pour s'entraîner après le départ de Don Talbot à la tête de l'équipe nationale canadienne. En 1973, il obtient trois médailles mais aucun titre lors des premiers championnats du monde disputés à Belgrade. Il se voit alors attribuer une bourse d'études pour intégrer l'Université de Miami mais il ne peut la rejoindre puisqu'il n'a pas fini ses études secondaires en Australie. Aux jeux du Commonwealth de 1974, le nageur décroche trois nouvelles médailles internationales dont l'or sur 200 m dos. Après les championnats d'Australie qui suivent, le nageur annonce son retrait affirmant qu'il était « malade quotidiennement ».
Reconverti dans le journalisme, Cooper est également devenu entraîneur. En 1994, il est distingué par l'International Swimming Hall of Fame pour intégrer son panthéon des sports aquatiques.

## Palmarès

### Jeux olympiques
- Jeux olympiques de 1972 à Munich (Allemagne de l'Ouest) :
  -  Médaille d'or au 400 m nage libre (4 min 00 s 27, record olympique).

### Championnats du monde
- Championnats du monde 1973 à Belgrade (Yougoslavie) :
  -  Médaille d'argent au 400 m nage libre.
  -  Médaille d'argent au titre du relais 4 × 200 m nage libre.
  -  Médaille de bronze au 1 500 m nage libre.